# Elezioni parlamentari in Corea del Nord del 1967
Le elezioni parlamentari in Corea del Nord del 1967 si tennero il 25 novembre per il rinnovo dell'Assemblea popolare suprema. Venne presentato un solo candidato in ciascuna circoscrizione, con tutti i candidati selezionati dal Partito del Lavoro di Corea, sebbene alcuni parteciparono sotto il simbolo di altri partiti o di altre organizzazioni statali per dare un'apparenza di democrazia.
L'affluenza alle urne dichiarata fu del 100%, con il 100% dei voti a favore dei candidati presentati.
Per la prima volta, vennero eletti deputati dei rappresentanti dei nord-coreani residenti in Giappone, tramite il Ch'ongryŏn. La prima sessione (14-16 dicembre 1967) dell'Assemblea si concluse con la dichiarazione "Incarniamo in modo più completo lo spirito rivoluzionario di indipendenza, auto-sostentamento e autodifesa in tutti i campi dell'attività statale".

## Risultati
| Coalizione                                            | Liste  | Liste                        | Voti | %   | Seggi |
| ----------------------------------------------------- | ------ | ---------------------------- | ---- | --- | ----- |
| Fronte Democratico per la Riunificazione della Patria |        | Partito del Lavoro di Corea  |      | 100 | 288   |
| Fronte Democratico per la Riunificazione della Patria |        | Chongryon                    |      | 100 | 7     |
| Fronte Democratico per la Riunificazione della Patria |        | Partito Chondoista Chongu    |      | 100 | 4     |
| Fronte Democratico per la Riunificazione della Patria |        | Partito Democratico di Corea |      | 100 | 1     |
| Fronte Democratico per la Riunificazione della Patria |        | Alleanza Buddhista           |      | 100 | 1     |
| Fronte Democratico per la Riunificazione della Patria |        | Altri                        |      | 100 | 156   |
| Totale                                                | Totale | Totale                       |      | 100 | 457   |
| Fonte:                                                |        |                              |      |     |       |